# Honda CBR600F3
A Honda CBR600F3 a japán Honda cég   sport-motorkerékpár modellje volt 1995 és 1998 között.

## Története
1995 és 1998 között gyártották.

## Főbb műszaki adatai

### Motor
- folyadékhűtésű, 4 ütemű, 16 szelepes, 4 hengeres soros motor, DOHC,
- Hengerűrtartalom: 599 cm3
- Furat x löket: 65 x 45,2 mm
- Sűrítési arány: 12,0:1
- Max. teljesítmény: 105 LE (78 KW) 12000/min-nál
- Max. forgatónyomaték: 63 Nm 10500/min-nál
- Üzemanyag-ellátás: Keihin karburátor 36mm-es torokátmérővel

### Erőátvietel
- Váltó: 6 fokozatú

### Váz, felfüggesztés
- Váz: acél hídváz
- Futómű elöl: teleszkópvilla,
- Futómű hátul: központi rugóstag
- Tengelytáv: 1405 mm

### Fékek
- Fék elöl: dupla tárcsafék, 2 dugattyús féknyereg
- Fék hátul: tárcsafék, 1 dugattyús féknyereg

## Kerekek és gumik
- Gumi elöl: 120/60 - 17
- Gumi hátul: 160/60 - 17

### Méretei és tömege
- Ülésmagasság: 800 mm
- Tanktérfogat: 17 l
- Száraz tömeg: 185 kg